# 언니들의 슬램덩크
《언니들의 슬램덩크》는 KBS 2TV에서 방송되었던 예능 프로그램이다.

## 기획 의도
나이가 들수록 ‘하고 싶은 것’은 잃어가고 ‘해야 하는 것’만 늘어가는 예능 프로그램이다.

## 방송 시리즈
| 방송 시즌 | 방송 횟수 | 프로그램명        | 방송 기간                         | 출연진 및 패널                                       |
| --------- | --------- | ----------------- | --------------------------------- | ---------------------------------------------------- |
| 1기       | 33부작    | 언니들의 슬램덩크 | 2016년 4월 8일 ~ 2016년 12월 2일  | 라미란, 김숙, 홍진경, 민효린, 제시, 티파니 영        |
| 2기       | 16부작    | 언니들의 슬램덩크 | 2017년 2월 10일 ~ 2017년 5월 26일 | 김숙, 홍진경, 강예원, 한채영, 홍진영, 공민지, 전소미 |

## 시즌 1 꿈 계주
| 출연자 | 꿈 계주                                      |
| ------ | -------------------------------------------- |
| 김숙   | 대형면허 취득 및 관광버스 운전               |
| 민효린 | 걸그룹 활동                                  |
| 제시   | 부모님과의 휴가                              |
| 홍진경 | 홍진경 쇼                                    |
| 라미란 | 남은 곗돈 다 쓰기, 캠핑 가기, 캐롤 송 만들기 |

## 시즌 2 걸그룹 프로젝트
- 1회 : 7명의 출연자 첫 만남 & 프로듀서 김형석과 1대 1 상담
- 2회 : 보컬, 안무 테스트 겸 트레이너를 받고 숙소에 입성하였다.
- 3회 : 숙소에 입성 및 방 배정, 규칙을 세운 뒤 아침 훈련을 받고 안무 연습 트레이너를 받았다.
- 4회 : 직접 작사에 참여, 슈퍼주니어 이특, 허경환, 레드벨벳 특별 출연
- 5회 : 보컬 레슨을 받았다. 강예원의 집들이 겸 생일 파트를 하였다.
- 6회 : 뮤직뱅크 투어와 과거 회상, 새로운 곡 2곡 공개와 함께 보컬 레슨을 받았다.
- 7회 : 1대 1 보컬 레슨과 안무 연습을 하였다.
- 8회 : 파트 분배, 의상 디자인을 하였다.
- 9회 : 불후의 명곡 출연 연습 및 랩 오디션, 타이틀곡 안무 처음부터 끝까지 공개되었다.
- 10회 : 1차 타이틀곡 녹음 및 불후의 명곡 출연 모습이 공개되었다.
- 11회 : 안무 연습, 의상 점검 및 타이틀곡 녹음 김숙, 강예원 파트 체인지하는 모습이 공개됐다.
- 12회 : 1대 100에 출연한 1인 언니쓰 팀(홍진영, 한채영)과 언니들의 슬램덩크 제작진의 비하인드 스토리가 방영되었다. (방송은 4월 25일에 방영) 1대 100의 저작권 문제로 K 어플에서의 송출이 되지 않았다. 래퍼 오디션을 통해 홍진영이 되었다.
- 13회 : 부산 여행 및 먹거리 탐방, 춤 연습, 자체 뮤직비디오 제작 및 홍진영 랩 녹음.
- 14회 : 뮤직비디오 촬영 및 공개되었다.
- 15회 : 뮤직뱅크 비하인드 스토리, '동생쓰' 팬미팅, 13화 말미에서 모집한 시청자 참여 뮤직비디오 공개.
- 16회 : 1위 공약(월요일 출근길에 한복 입고 한강교량 위에서 '맞지' 춤 추기) 실행 및 건국대학교 축제 비하인드 스토리가 공개.

## 언니쓰의 음반 목록
| 제목                     | 연도 | 순위     | 판매량        |
| 제목                     | 연도 | KOR 가온 | 판매량        |
| ------------------------ | ---- | -------- | ------------- |
| "Shut Up" (feat. 유희열) | 2016 | 3        | KOR: 724,088+ |
| "맞지?"                  | 2017 | 2        | KOR: 711,495+ |
| "랄랄라 송"              | 2017 | 48       | KOR: 96,638+  |

## 시청률

### 2016년 (시즌 1)
- AGB 닐슨 미디어리서치

| 회차 | 방송 일자        | 전국 시청률(증감치) |
| ---- | ---------------- | ------------------- |
| 1회  | 2016년 4월 8일   | 5.2%                |
| 2회  | 2016년 4월 15일  | 4.9% (-0.3)         |
| 3회  | 2016년 4월 22일  | 5.0% (+0.1)         |
| 4회  | 2016년 4월 29일  | 3.2% (-1.8)         |
| 5회  | 2016년 5월 6일   | 4.8% (+1.6)         |
| 6회  | 2016년 5월 13일  | 4.5% (-0.3)         |
| 7회  | 2016년 5월 20일  | 5.3% (+0.8)         |
| 8회  | 2016년 5월 27일  | 6.4% (+1.1)         |
| 9회  | 2016년 6월 3일   | 5.5% (-0.9)         |
| 10회 | 2016년 6월 10일  | 7.5% (+2.0)         |
| 11회 | 2016년 6월 17일  | 6.9% (-0.6)         |
| 12회 | 2016년 6월 24일  | 7.0% (+0.1)         |
| 13회 | 2016년 7월 1일   | 7.6% (+0.6)         |
| 14회 | 2016년 7월 8일   | 7.5% (-0.1)         |
| 15회 | 2016년 7월 15일  | 6.6% (-0.9)         |
| 16회 | 2016년 7월 22일  | 7.8% (+1.2)         |
| 17회 | 2016년 7월 29일  | 5.5% (-2.3)         |
| 18회 | 2016년 8월 5일   | 5.1% (-0.4)         |
| 19회 | 2016년 8월 26일  | 4.6% (-0.5)         |
| 20회 | 2016년 9월 2일   | 3.8% (-0.8)         |
| 21회 | 2016년 9월 9일   | 3.2% (-0.6)         |
| 22회 | 2016년 9월 16일  | 4.8% (+1.6)         |
| 23회 | 2016년 9월 23일  | 2.4% (-2.4)         |
| 24회 | 2016년 9월 30일  | 2.6% (+0.2)         |
| 25회 | 2016년 10월 7일  | 2.4% (-0.2)         |
| 26회 | 2016년 10월 14일 | 3.2% (+0.8)         |
| 27회 | 2016년 10월 21일 | 2.9% (-0.3)         |
| 28회 | 2016년 10월 28일 | 2.6% (-0.3)         |
| 29회 | 2016년 11월 4일  | 3.1% (+0.5)         |
| 30회 | 2016년 11월 11일 | 2.6% (-0.5)         |
| 31회 | 2016년 11월 18일 | 2.5% (-0.1)         |
| 32회 | 2016년 11월 25일 | 2.7% (+0.2)         |
| 33회 | 2016년 12월 2일  | 3.3% (+0.6)         |

### 2017년 (시즌 2)
- AGB 닐슨 미디어리서치

| 회차 | 방송 일자       | 전국 시청률(증감치) |
| ---- | --------------- | ------------------- |
| 1회  | 2017년 2월 10일 | 5.4%                |
| 2회  | 2017년 2월 17일 | 3.8% (-1.6)         |
| 3회  | 2017년 2월 24일 | 3.2% (-0.6)         |
| 4회  | 2017년 3월 3일  | 3.2% (0)            |
| 5회  | 2017년 3월 10일 | 5.6% (+2.4)         |
| 6회  | 2017년 3월 17일 | 3.2% (-2.4)         |
| 7회  | 2017년 3월 24일 | 3.1% (-0.1)         |
| 8회  | 2017년 3월 31일 | 3.6% (+0.5)         |
| 9회  | 2017년 4월 7일  | 3.0% (-0.6)         |
| 10회 | 2017년 4월 14일 | 3.9% (+0.9)         |
| 11회 | 2017년 4월 21일 | 4.5% (+0.6)         |
| 12회 | 2017년 4월 28일 | 3.8% (-0.7)         |
| 13회 | 2017년 5월 5일  | 3.8% (0)            |
| 14회 | 2017년 5월 12일 | 5.1% (+1.3)         |
| 15회 | 2017년 5월 19일 | 4.9% (-0.2)         |
| 16회 | 2017년 5월 26일 | 4.8% (-0.1)         |

## 수상 경력
- 2016년 제15회 KBS 연예대상
  - 쇼 오락 부문 나이상 : 라미란
  - 토크 쇼 부문 밥상 : 김숙
  - PD 특별상 : 박진영
  - 방송작가상 : 지현숙
  - 버라이어티 태양상 : 민효린

## 편성 변경 및 결방 사유

### 시즌 1
- 2016년 8월 12일 ~ 8월 19일 : 2016년 하계 올림픽 중계방송 관계로 결방
- 2016년 9월 23일 : KBS 스포츠 2016년 프로야구 KIA 타이거즈 VS NC 다이노스 중계방송 관계로 결방에 따라 밤 11시 35분에 방송

## KBS 연예대상 참석자

### 2016년 (시즌 1)
- 김숙
- 홍진경
- 라미란
- 제시
- 민효린
- 티파니

## 같이 보기
- 홍김동전